# Rostkauz
Der Rostkauz (Ninox rufa) oder Rote Buschkauz ist eine 44 bis 55 Zentimeter große Art aus der Familie der Eigentlichen Eulen.

## Aussehen
Die Vögel haben ein dunkelbraunes bis schwarzes Rückengefieder. Der Bauch ist hellbraun gefärbt, hat viele dünne, längliche, braune Streifen und ist nach unten hin heller. Die braunen Flügel sind ebenfalls mit mehreren dünnen, länglichen, hellbraunen Streifen versehen. Der Bereich um die Augen ist schwarz. Der Schnabel ist grau und die Beine sind hellbraun. Der Unterschied zwischen den Geschlechtern ist der etwas kräftigere Körperbau beim Männchen; die Färbung des Gefieders ist gleich.

## Verbreitung
Der Rostkauz kommt auf der Insel Neuguinea, den Aru-Inseln und entlang der Küste Nordaustraliens vor. Dort bewohnt diese Art die Waldränder.

## Lebensweise
Sie leben sehr versteckt in Höhlen alter Bäume oder im Kronendach hoher Bäume. Sie sind nachtaktiv. Die Art ernährt sich von kleineren Vögeln, Säugetieren, Reptilien (z. B. Geckos) und Insekten (z. B. größere Käfer).

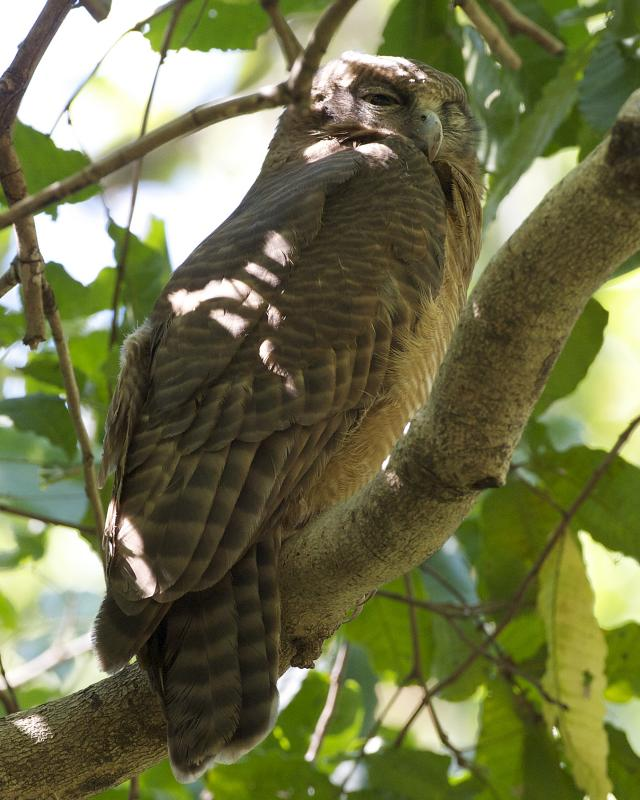
Ein schlafender Rostkauz

## Fortpflanzung
Das Weibchen legt 2 bis 3 weiße Eier in eine Höhle alter Bäume. Es bebrütet die Eier allein 28 Tage lang. Das Männchen versorgt in dieser Zeit das Weibchen. Beide Elterntiere versorgen die Jungen mit Nahrung. Im Alter von einem Monat verlassen die Jungen das Nest.

## Gefährdung und Schutzmaßnahmen
Aufgrund ihrer weiten Verbreitung und da für diese Art keinerlei Gefährdungen bekannt sind, stuft die IUCN diese Art als ungefährdet (Least Concern) ein.

## Unterarten
Es sind vier Unterarten bekannt:
- Ninox rufa humeralis (Bonaparte, 1850)[2] – kommt in Neuguinea, auf Waigeo und auf den Aru-Inseln vor.
- Ninox rufa rufa (Gould, 1846)[3] – Nominatform, ist im Nordwesten Australiens verbreitet.
- Ninox rufa meesi I. J. Mason & Schodde, 1980[4] – kommt auf der Kap-York-Halbinsel vor.
- Ninox rufa queenslandica Mathews, 1911[5] – kommt im Osten des Bundesstaates Queensland vor.

Die von Hermann Schlegel 1866 beschriebene Unterart Ninox rufa aruensis wird heute als Synonym für Ninox rufa humeralis betrachtet.